# 曽禰純一郎
曽禰 純一郎（そね じゅんいちろう、1949年または1950年 - ）は、日本の地方公務員。川崎市総合企画局長、同市総務局長、同市副市長を歴任。瑞宝小綬章受章。

## 人物・経歴
川崎市役所に入庁し、2005年 (平成17年)  5月 総合企画局長、2006年1月 同職を三浦淳と交代し砂田慎治の後任として総務局長、2008年4月 同職を長坂潔と交代し川崎市副市長就任。職員として、公害健康被害者対策や情報公開条例の策定などに取り組んだ。2010年3月 三浦を後任として副市長退任。
市役所退職後に同市産業振興財団理事長。モノづくり企業の若手技術者を応援する活動「ゲンバ男子」の広報大使として、同市の地域活性化を目指すアイドルグループ「川崎純情小町」を任命した。

## 栄典
2020年4月 令和2年春の叙勲で地方自治功労により瑞宝小綬章を受章